# Alessandro Cambalhota
Alessandro Andrade de Oliveira, mais conhecido como Alessandro Oliveira ou Alessandro Cambalhota (Teixeira de Freitas, 27 de maio de 1973), é um ex-futebolista brasileiro que atuava como atacante.
Alessandro Cambalhota passou por 17 equipes em toda sua trajetória no futebol.

## Carreira
Foi revelado pelo Novorizontino em 1993, onde fez uma brilhante campanha com o Tigre no Campeonato Paulista daquele ano, mas fora eliminado nas semifinais. No ano seguinte, em 1994, foi Campeão Brasileiro da Série C.
As boas atuações no time do interior paulista chamaram atenção do Vasco da Gama, seu clube de coração na infância, e, em 1995, defendeu o Gigante da Colina.
No ano seguinte, foi contratado pelo Santos FC, onde conquistou o Torneio Rio-São Paulo de 1997, marcando gol no jogo de ida da final contra o Flamengo; e a Copa CONMEBOL de 1998.
Em meados de 1997, foi defender o Júbilo Iwata. Jogou apenas uma temporada no time japonês e voltou para o Santos, defendendo as cores do clube até 1999. Pelo Santos, Alessandro Cambalhota disputou um total de 117 partidas e fez 34 gols em toda a sua passagem. No começo de 1999, após ser eleito o melhor jogador do Torneio Rio-São Paulo, acabou sendo vendido pelo FC Porto.
Atuou no Porto entre 1999 e 2000, onde atuou ao lado de brasileiros como Jardel e Deco e faturou a Taça de Portugal em 2000.
Retornou ao Brasil para atuar pelo Fluminense (de 2000 a 2001); Cruzeiro (em 2002); Atlético-MG e Al-Arabi-ARE (ambos em 2003).
Jogou pelo Corinthians em 2004, estreando em 24 de julho de 2004, na derrota para o Fluminense por 2 a 0, em partida válida pelo Campeonato Brasileiro daquele ano. Fez apenas 14 jogos pelo time (7 vitórias, 3 empates e 4 derrotas), sendo 4 como titular e marcando apenas 1 gol, em partida disputada no Pacaembu onde o Corinthians venceu o Vasco por 3x1.
Posteriormente, atuou por São Caetano, Al-Ahli e Figueirense (todos em 2005); Denizlispor (em 2006); Kayseri Erciyesspor(de 2006 a 2007); Guaratinguetá (em 2008); Noroeste (de 2008 a 2009) e Linense (de 2010 a 2011).
No ano de 2012, Alessandro voltou ao Novorizontino, para encerrar carreira e virar cartola do time homônimo do que o revelou.

### Seleção Brasileira
Graças as suas boas atuações pelo Santos, o jogador foi convocado por Vanderlei Luxemburgo para defender a Seleção Brasileira no amistoso contra a Coreia do Sul, disputado em 28 de março de 1999. Os sul-coreanos venceram o Brasil por 1–0 e Alessandro Cambalhota entrou aos 20 minutos do segundo tempo no lugar de Juninho Pernambucano.

## Títulos
GE Novorizontino
- Campeonato Brasileiro – Série C: 1994

Santos
- Torneio Rio-São Paulo: 1997
- Copa CONMEBOL: 1998

Porto
- Taça de Portugal: 1999–00

Cruzeiro
- Copa Sul-Minas: 2002
- Supercampeonato Mineiro: 2002

Linense
- Campeonato Paulista – Série A2 (1): 2010